# Haliclona hispidula
Haliclona hispidula är en svampdjursart som först beskrevs av Topsent 1897.  Haliclona hispidula ingår i släktet Haliclona och familjen Chalinidae. Inga underarter finns listade i Catalogue of Life.